# Mehmet Ali Has
Mehmet Ali Has (* 1. Januar 1927 in Istanbul; † 28. März 1982 in New York City) war ein türkischer Fußballspieler. 
Durch seine lange Tätigkeit für Fenerbahçe Istanbul wird er stark mit diesem Verein assoziiert. Zu seiner aktiven Zeit als Fußballspieler war er unter dem Spitznamen Tarzan bekannt. Sein jüngerer Bruder Şeref Has spielte ebenfalls lange Jahre für Fenerbahçe und zählt ebenfalls zu den wichtigsten Spielern der Vereinsgeschichte. Die Gebrüder Has spielten in der Spielzeit 1955/56 gemeinsam für Fenerbahçe, anschließend verließ Mehmet Ali den Verein, während Şeref noch bis ins Jahr 1969 für Fenerbahçe aktiv war.

## Spielerkarriere

### Verein
Has begann mit dem Vereinsfußball in der Jugendabteilung von Beykozspor. Im Sommer 1942 wurde vom in den Kader der ersten Männermannschaft des Vereins involviert. Zu diesem Zeitpunkt existierte in der Türkei keine nationale Liga, sondern es gab nur regionale Ligen in den größeren Ballungszentren, von welchen İstanbul Futbol Ligi (dt.: Istanbuler Fußballliga) die renommierteste war. Beykozspor spielte als Istanbuler Mannschaft in der Istanbuler Fußballliga und zählte zu den alteingesessenen Teams dieser Liga. Has etablierte in der ersten Mannschaft relativ schnell als Stammspieler, lief in 11 der 18 Ligaspiele seiner Mannschaft auf. Mit seinem Verein beendete er die Saison 1942/42 auf dem 6. Tabellenplatz. In seiner zweiten Saison gelang Has sein Durchbruch. Mit zehn Ligatoren wurde er erfolgreichster Torschütze seines Vereins und einer der erfolgreichsten Stürmer der Liga.
Nachdem Has bis ins Jahr 1946 für Beykozspor aktiv gewesen war, wechselte er im zur neuen Saison zum Ligarivalen Fenerbahçe Istanbul. Bei seinem ersten Spiel seiner neuen Mannschaft spielte der Verein zuhause gegen den Erzrivalen Beşiktaş Istanbul. In dieser Partie spielte Has sofort über die volle Spiellänge, trug mit seinen zwei Toren zum 4:3-Sieg seiner Mannschaft bei und feierte einen erfolgreichen Einstand bei Fenerbahçe. Nach dieser Partie absolvierte er bis Ende November 1946 noch vier weitere Ligaspiele und blieb den Rest der Spielzeit ohne Spieleinsatz. Zum Saisonende erreichte seine Mannschaft die Meisterschaft, wodurch Has seinen ersten Titel gewann.
Bereits eine Spielzeit später, kehrte Has zur Saison 1947/48 zu seinem alten Verein Beykozspor zurück. Bei diesem Verein wurde er lediglich die letzten vier Spieltage eingesetzt. Die nachfolgende Spielzeit erkämpfte er sich bereits zu Saisonbeginn einen Stammplatz und spielte in nahezu alle Ligaspielen mit.
Nach seiner steigenden Formkurve in der letzten Spielzeit, verpflichtete ihn Fenerbahçe ein weiteres Mal. Bei seinem zweiten Versuch etablierte er sich als Stammspieler und zählte die acht Jahre zu den gesetzten Spielern des Vereins. Seine erste Saison nach der Rückkehr gewann er mit seiner Mannschaft den Premierminister-Pokal, den Pokal des Bildungsministeriums und wurde in der Liga hinter Beşiktaş Vizemeister. Im Sommer 1952 wurde der Fußball in Istanbul reformiert und die Istanbuler Fußballliga in die İstanbul Profesyonel Ligi (dt.: Istanbuler Profiliga) überführt. Has gewann mit seiner Mannschaft in der zweiten Spielzeit dieser Liga die Meisterschaft. Zum Sommer 1955 wechselte Mehmet Alis jüngerer Brüder Şeref Has zu Fenerbahçe. So spielten die Brüder in der Spielzeit 1955/56 gemeinsam für Fenerbahçe.
Im Sommer 1956 verließ Mehmet Ali Fenerbahçe und wechselte innerhalb der Liga zu Adalet SK. Hier spielte er zwei Spielzeiten lang und heuerte zum Sommer 1958 bei seinem alten Verein Beykozspor an. Ab Frühjahr 1959 nahm Has mit Beykozspor an der neugegründeten und landesweit ausgelegten Millî Lig (der heutigen Süper Lig) teil. Da es bis zu diesem Zeitpunkt in der Türkei keine nationale Liga existierte, sondern nur regionale Ligen in den größeren Ballungszentren, ersetzte diese Liga alle regionalen Ligen. Die regionalen Ligen blieben fortan als 2. Liga erhalten. In dieser Liga spiele Has drei Spielzeiten für Beykozspor und wechselte im Sommer 1962 zum Ligarivalen Feriköy SK. Für Feriköy spielte er bis zum Sommer 1962 und beendete anschließend seine Spielerkarriere.

### Nationalmannschaft
Has wurde im Rahmen eines Testspiels gegen Israelische Nationalmannschaft vom damaligen Nationaltrainer Peter Molloy in das Aufgebot der Türkischen Nationalmannschaft nominiert und gab in dieser Begegnung sein Länderspieldebüt. Für die türkischen U-21-Nationalmannschaft absolvierte er im Rahmen des Mittelmeerpokals 1950–1953 vier Spiele, obwohl er in allen Partien deutlich über 21 Jahre alt war. Der Grund hierfür war der, dass die Türkei die ihre U-21-Nationalmannschaft durch einige Spieler über 21 Jahren ergänzt hatte und so am Mittelmeerpokal teilnahm. Parallel zu seiner Tätigkeit für die U-21 spielte er auch regelmäßig für die A-Nationalmannschaft.
Insgesamt absolvierte er vier U-21-Länderspiele und 18 A-Länderspiele. Sein letztes Länderspiel bestritt er am 6. Oktober 1957 gegen die Spanische Nationalmannschaft.

## Trainerkarriere
Nach dem Ende seiner Fußballkarriere begann Has als Trainer z uarbieten. So begann er 1963 bei seinem letzten Klub Feriköy SK als Co-Trainer. In dieser Tätigkeit arbeitete Has nur wenige Wochen. Im November 1963 übernahm er den nordzypriotischen Fußballverein Türk Ocağı Limasol als Cheftrainer.
In der Spielzeit 167/68 übernahm er den Zweitligisten Taksim SK und trainierte diesen eine Zeitlang.

## Tod
Has verstarb am 28. März 1982 in New York City. Nach seiner Fußballkarriere ließ er sich in der amerikanischen Metropole nieder und lebte bis zu seinem Tod in dieser Stadt.

## Erfolge
Mit Fenerbahçe Istanbul
- İstanbul Futbol Ligi: 1946/47
- İstanbul Profesyonel Ligi: 1952/53
- Millî Küme: 1945
- Premierminister-Pokal: 1950